# Кембълс Хол оф Фейм Тенис Чемпиъншипс
Кембълс Хол оф Фейм Тенис (на английски: Campbell's Hall of Fame Tennis Championships или Hall of Fame Tennis Championships) е турнир по тенис в САЩ, провеждан от 1976 г. в Нюпорт, Род Айлънд, където се помещава Международната тенис зала на славата. Той е единственият турнир, който се играе на трева извън Европа.
Турнирът предхожда церемонията по въвеждане на нови членове в залата на славата. Той никога не е печелен от тенисиста поставен под №1, с което си спечелва прозвището „The casino curse“ (Проклятието на казиното), поради местоположението на Залата на славата в „Нюпорт Казино“.
Факта, че турнирът се провежда малко след Уимбълдън води до участието на много малко състезатели от световния тенис елит. С най-много титли е индиеца Виджай Амритраж (трикратен победител).
До 2011 г., когато Джон Иснър печели турнира, първият поставен никога не е триумфирал в Нюпорт.

## Сингъл
| Година | Шампион                                       | Финалист                                      | Резултат                                      |
| ------ | --------------------------------------------- | --------------------------------------------- | --------------------------------------------- |
| 2024   | Маркос Гирон                                  | Алекс Михелсен                                | 6 – 7(4–7), 6 – 3, 7 – 5                      |
| 2023   | Адриан Манарино                               | Алекс Михелсен                                | 6 – 2, 6 – 4                                  |
| 2022   | Максим Креси                                  | Александър Бублик                             | 2 – 6, 6 – 3, 7 – 6(7–3)                      |
| 2021   | Кевин Андерсън                                | Дженсън Бруксби                               | 7 – 6(7–2), 6 – 3                             |
| 2020   | Турнирът на се провежда (пандемията КОВИД-19) | Турнирът на се провежда (пандемията КОВИД-19) | Турнирът на се провежда (пандемията КОВИД-19) |
| 2019   | Джон Иснър                                    | Александър Бублик                             | 7 – 6(7–2), 6 – 3                             |
| 2018   | Стив Джонсън                                  | Рамкумар Раманатан                            | 7 – 5, 3 – 6, 6 – 2                           |
| 2017   | Джон Иснър                                    | Матьо Ебден                                   | 6 – 3, 7 – 6(7–4)                             |
| 2016   | Иво Карлович                                  | Жил Мюлер                                     | 6 – 7(2–7), 7 – 6(7–5), 7 – 6(14–12)          |
| 2015   | Раджив Рам                                    | Иво Карлович                                  | 7 – 6(7–5), 5 – 7, 7 – 6(7–2)                 |
| 2014   | Лейтън Хюит                                   | Иво Карлович                                  | 6 – 3, 6 – 7(4–7), 7 – 6(7–3)                 |
| 2013   | Никола Маю                                    | Лейтън Хюит                                   | 5 – 7, 7 – 5, 6 – 3                           |
| 2012   | Джон Иснър                                    | Лейтън Хюит                                   | 7 – 6(7–1), 6 – 4                             |
| 2011   | Джон Иснър                                    | Оливие Рокюс                                  | 6 – 3, 6 – 3, 7 – 6(8–6)                      |
| 2010   | Марди Фиш                                     | Оливие Рокюс                                  | 5 – 7, 6 – 3, 6 – 4                           |
| 2009   | Раджив Рам                                    | Сам Куери                                     | 6 – 7(3–7), 7 – 5, 6 – 3                      |
| 2008   | Фабрис Санторо                                | Пракаш Амритраж                               | 6 – 3, 7 – 5                                  |
| 2007   | Фабрис Санторо                                | Никола Маю                                    | 6 – 4, 6 – 4                                  |
| 2006   | Марк Филипусис                                | Джъстин Гимелстоб                             | 6 – 3, 7 – 5                                  |
| 2005   | Грег Руседски                                 | Винсънт Спедия                                | 7 – 6(7–3), 2 – 6, 6 – 4                      |
| 2004   | Грег Руседски                                 | Александер Поп                                | 7 – 6(7–5), 7 – 6(7–2)                        |
| 2003   | Роби Джинепри                                 | Юрген Мелцер                                  | 6 – 4, 6 – 7(3–7), 6 – 1                      |
| 2002   | Тейлър Дент                                   | Джеймс Блейк                                  | 6 – 1, 4 – 6, 6 – 4                           |
| 2001   | Невил Годуин                                  | Мартин Ли                                     | 6 – 1, 6 – 4                                  |
| 2000   | Петер Веселс                                  | Йенс Книпшилд                                 | 7 – 6(7–3), 6 – 3                             |
| 1999   | Крис Удръф                                    | Кенет Карлсен                                 | 6 – 7(5–7), 6 – 4, 6 – 4                      |
| 1998   | Леандер Паеш                                  | Невил Годуин                                  | 6 – 3, 6 – 2                                  |
| 1997   | Саргис Саргисян                               | Брет Стивън                                   | 7 – 6(7–0), 4 – 6, 7 – 5                      |
| 1996   | Николас Перейра                               | Грант Стафорд                                 | 4 – 6, 6 – 4, 6 – 4                           |
| 1995   | Давид Приносил                                | Дейвид Уитън                                  | 7 – 6(7–3), 5 – 7, 6 – 2                      |
| 1994   | Дейвид Уитън                                  | Тод Уудбридж                                  | 6 – 4, 3 – 6, 7 – 6(7–5)                      |
| 1993   | Грег Руседски                                 | Хавиер Франа                                  | 7 – 5, 6 – 7(7–9), 7 – 6(7–5)                 |
| 1992   | Брайън Шелтън                                 | Алекс Антонич                                 | 6 – 4, 6 – 4                                  |
| 1991   | Брайън Шелтън                                 | Хавиер Франа                                  | 3 – 6, 6 – 4, 6 – 4                           |
| 1990   | Питър Олдрич                                  | Дарън Кейхил                                  | 7 – 6, 1 – 6, 6 – 1                           |
| 1989   | Джим Пю                                       | Петер Лундгрен                                | 6 – 4, 4 – 6, 6 – 2                           |
| 1988   | Уоли Масур                                    | Брад Дрюът                                    | 6 – 2, 6 – 1                                  |
| 1987   | Дан Голди                                     | Сами Джамалва мл.                             | 6 – 7, 6 – 4, 6 – 4                           |
| 1986   | Бил Сканлън                                   | Тим Уилкисън                                  | 7 – 5, 6 – 4                                  |
| 1985   | Том Гъликсън                                  | Джон Садри                                    | 6 – 3, 7 – 5                                  |
| 1984   | Виджай Амритраж                               | Тим Майот                                     | 3 – 6, 6 – 4, 6 – 4                           |
| 1983   | Джон Фицджералд                               | Скот Дейвис                                   | 2 – 6, 6 – 1, 6 – 3                           |
| 1982   | Ханк Пфистър                                  | Майк Естеп                                    | 6 – 1, 7 – 5                                  |
| 1981   | Йохан Крик                                    | Ханк Пфистър                                  | 3 – 6, 6 – 3, 7 – 5                           |
| 1980   | Виджай Амритраж                               | Андрю Патисън                                 | 6 – 1, 5 – 7, 6 – 3                           |
| 1979   | Брайън Тичър                                  | Стан Смит                                     | 1 – 6, 6 – 3, 6 – 4                           |
| 1978   | Бърнард Митън                                 | Джон Джеймс                                   | 6 – 1, 3 – 6, 7 – 6                           |
| 1977   | Том Гъликсън                                  | Ханк Пфистър                                  | 6 – 4, 6 – 4, 5 – 7, 6 – 2                    |
| 1976   | Виджай Амритраж                               | Брайън Тичър                                  | 6 – 3, 4 – 6, 6 – 3, 6 – 1                    |